# Лейкшор (Манітоба)
Лейкшор (англ. Lakeshore) — сільський муніципалітет в Канаді, у провінції Манітоба.

## Населення
За даними перепису 2016 року, сільський муніципалітет нараховував 1363 особи, показавши скорочення на 2,7%, порівняно з 2011-м роком. Середня густина населення становила 1,1 осіб/км².
З офіційних мов обидвома одночасно володіли 125 жителів, тільки англійською — 1 240. Усього 80 осіб вважали рідною мовою не одну з офіційних, з них 55 — українську.
Працездатне населення становило 61,8% усього населення, рівень безробіття — 4,8% (6,5% серед чоловіків та 2,9% серед жінок). 59,9% осіб були найманими працівниками, а 38,8% — самозайнятими.
Середній дохід на особу становив $37 042 (медіана $30 605), при цьому для чоловіків — $41 185, а для жінок $32 645 (медіани — $35 149 та $26 453 відповідно).
34% мешканців мали закінчену шкільну освіту, не мали закінченої шкільної освіти — 29,4%, 36,6% мали післяшкільну освіту, з яких 18,4% мали диплом бакалавра, або вищий.
| Статево-вікова структура населення | Статево-вікова структура населення | Статево-вікова структура населення | Статево-вікова структура населення | Статево-вікова структура населення |
| ---------------------------------- | ---------------------------------- | ---------------------------------- | ---------------------------------- | ---------------------------------- |
|                                    |                                    |                                    |                                    |                                    |
| Всього                             | Всього                             | 50,4%49,6%                         |                                    |                                    |
| 0 — 14 років                       | 0 — 14 років                       |                                    | 15,4%                              | 15,4%                              |
| 15 — 64 років                      | 15 — 64 років                      |                                    | 58,8%                              | 58,8%                              |
| 65 і більше                        | 65 і більше                        |                                    | 25,7%                              | 25,7%                              |
| 85 і більше                        | 85 і більше                        |                                    | 1,8%                               | 1,8%                               |
| Середній вік (років)               | Середній вік (років)               | 48,145,4                           | 46,7                               | 46,7                               |
| Медіана (років)                    | Медіана (років)                    | 54,150,8                           | 52,7                               | 52,7                               |
| — чоловіки — жінки                 |                                    |                                    |                                    |                                    |

| Походження мешканців:     | Походження мешканців:     | Походження мешканців: | Походження мешканців: | Походження мешканців: |
| ------------------------- | ------------------------- | --------------------- | --------------------- | --------------------- |
| Походження                |                           |                       | осіб                  | %                     |
| Корінні американці        | Корінні американці        |                       | 340                   | 24.11%                |
| Інше північноамериканське | Інше північноамериканське |                       | 405                   | 28.72%                |
| Європейське               | Європейське               |                       | 1 115                 | 79.08%                |
| британське                | британське                |                       | 565                   | 40.07%                |
| французьке                | французьке                |                       | 395                   | 28.01%                |
| українське                | українське                |                       | 310                   | 21.99%                |
| Азійське                  | Азійське                  |                       | 10                    | 0.71%                 |

| Зайнятість населення за галузями (за класифікацією NOC): | Зайнятість населення за галузями (за класифікацією NOC): | Зайнятість населення за галузями (за класифікацією NOC): | Зайнятість населення за галузями (за класифікацією NOC): | Зайнятість населення за галузями (за класифікацією NOC): |
| -------------------------------------------------------- | -------------------------------------------------------- | -------------------------------------------------------- | -------------------------------------------------------- | -------------------------------------------------------- |
|                                                          |                                                          |                                                          |                                                          |                                                          |
| Управління                                               | Управління                                               |                                                          | 28,3%                                                    | 28,3%                                                    |
| Бізнес, фінанси та адміністрування                       | Бізнес, фінанси та адміністрування                       |                                                          | 11,7%                                                    | 11,7%                                                    |
| Охорона здоров'я                                         | Охорона здоров'я                                         |                                                          | 6,2%                                                     | 6,2%                                                     |
| Освіта, правозахист, муніципальні та урядові служби      | Освіта, правозахист, муніципальні та урядові служби      |                                                          | 13,1%                                                    | 13,1%                                                    |
| Роздрібна торгівля та послуги                            | Роздрібна торгівля та послуги                            |                                                          | 17,2%                                                    | 17,2%                                                    |
| Гуртова торгівля, транспорт та обладнання                | Гуртова торгівля, транспорт та обладнання                |                                                          | 14,5%                                                    | 14,5%                                                    |
| Природні ресурси, сільське господарство                  | Природні ресурси, сільське господарство                  |                                                          | 6,9%                                                     | 6,9%                                                     |
| Виробництво                                              | Виробництво                                              |                                                          | 1,4%                                                     | 1,4%                                                     |

## Клімат
Середня річна температура становить 2°C, середня максимальна – 22,9°C, а середня мінімальна – -23°C. Середня річна кількість опадів – 506 мм.
| Клімат поселення                              | Клімат поселення | Клімат поселення | Клімат поселення | Клімат поселення | Клімат поселення | Клімат поселення | Клімат поселення | Клімат поселення | Клімат поселення | Клімат поселення | Клімат поселення | Клімат поселення | Клімат поселення |
| Показник                                      | Січ.             | Лют.             | Бер.             | Квіт.            | Трав.            | Черв.            | Лип.             | Серп.            | Вер.             | Жовт.            | Лист.            | Груд.            |                  |
| Середній максимум, °C                         | −12,72           | −9,14            | −2,74            | 6,63             | 14,75            | 20,84            | 22,89            | 22,08            | 15,88            | 9,23             | −0,46            | −9,58            |                  |
| Середня температура, °C                       | −17,87           | −14,3            | −7,9             | 1,49             | 9,60             | 15,70            | 19,10            | 18,26            | 12,04            | 5,40             | −4,29            | −13,41           |                  |
| Середній мінімум, °C                          | −23,02           | −19,46           | −13,04           | −3,67            | 4,45             | 10,55            | 15,22            | 14,43            | 8,22             | 1,55             | −8,14            | −17,24           |                  |
| Норма опадів, мм                              | 23               | 14               | 25               | 30               | 50               | 81               | 76               | 62               | 56               | 39               | 25               | 25               |                  |
| Середньомісячна швидкість вітру, м/с          | 3.60             | 3.60             | 3.70             | 3.90             | 4.10             | 3.70             | 3.40             | 3.50             | 3.80             | 4.07             | 3.90             | 3.70             |                  |
| Середньомісячна сонячна радіація, кДж/м²·день | 3972             | 7247             | 12754            | 17426            | 20411            | 21568            | 21746            | 18327            | 12467            | 7339             | 3975             | 3046             |                  |
| --------------------------------------------- | ---------------- | ---------------- | ---------------- | ---------------- | ---------------- | ---------------- | ---------------- | ---------------- | ---------------- | ---------------- | ---------------- | ---------------- | ---------------- |
| Джерело:                                      |                  |                  |                  |                  |                  |                  |                  |                  |                  |                  |                  |                  |                  |